# Lamond Murray
Lamond Maurice Murray (Pasadena, 20 aprile 1973) è un ex cestista statunitense.
È cugino di Tracy Murray e anche suo figlio Lamond Murray jr. è un cestista professionista.

## Carriera
È stato selezionato dai Los Angeles Clippers al primo giro del Draft NBA 1994 (7ª scelta assoluta).

## Statistiche

### College
| Anno      | Squadra         | PG | PT | MP   | TC%  | 3P%  | TL%  | RP  | AP  | PRP | SP  | PP   |
| --------- | --------------- | -- | -- | ---- | ---- | ---- | ---- | --- | --- | --- | --- | ---- |
| 1991-1992 | Calif. G. Bears | 28 | 20 | 26,6 | 47,4 | 30,4 | 71,0 | 6,1 | 2,0 | 1,2 | 0,7 | 13,8 |
| 1992-1993 | Calif. G. Bears | 30 | 28 | 29,9 | 51,7 | 36,4 | 62,8 | 6,3 | 1,4 | 1,1 | 0,8 | 19,1 |
| 1993-1994 | Calif. G. Bears | 30 | 29 | 34,9 | 47,6 | 33,1 | 76,4 | 7,9 | 2,1 | 1,5 | 1,0 | 24,3 |
| Carriera  | Carriera        | 88 | 77 | 30,6 | 48,9 | 33,7 | 71,3 | 6,8 | 1,8 | 1,3 | 0,9 | 19,2 |

### NBA

#### Regular Season
| Anno      | Squadra             | PG  | PT  | MP   | TC%  | 3P%  | TL%  | RP  | AP  | PRP | SP  | PP   |
| --------- | ------------------- | --- | --- | ---- | ---- | ---- | ---- | --- | --- | --- | --- | ---- |
| 1994-1995 | L.A. Clippers       | 81  | 61  | 31,6 | 40,2 | 29,8 | 75,4 | 4,4 | 1,6 | 0,9 | 0,7 | 14,1 |
| 1995-1996 | L.A. Clippers       | 77  | 32  | 23,6 | 44,7 | 31,9 | 75,0 | 3,2 | 1,1 | 0,8 | 0,3 | 8,4  |
| 1996-1997 | L.A. Clippers       | 74  | 1   | 17,5 | 41,6 | 34,1 | 73,9 | 3,1 | 0,8 | 0,7 | 0,4 | 7,4  |
| 1997-1998 | L.A. Clippers       | 79  | 65  | 32,6 | 48,1 | 35,3 | 74,8 | 6,1 | 1,8 | 1,5 | 0,7 | 15,4 |
| 1998-1999 | L.A. Clippers       | 50  | 13  | 26,3 | 39,1 | 33,0 | 80,3 | 3,9 | 1,2 | 1,2 | 0,4 | 12,2 |
| 1999-2000 | Cleveland Cavaliers | 74  | 72  | 32,0 | 45,1 | 36,7 | 76,1 | 5,7 | 1,8 | 1,4 | 0,5 | 15,9 |
| 2000-2001 | Cleveland Cavaliers | 78  | 46  | 28,5 | 42,3 | 37,0 | 73,5 | 4,4 | 1,6 | 1,1 | 0,3 | 12,8 |
| 2001-2002 | Cleveland Cavaliers | 71  | 68  | 32,6 | 43,6 | 42,4 | 81,7 | 5,2 | 2,2 | 1,0 | 0,6 | 16,6 |
| 2003-2004 | Toronto Raptors     | 33  | 4   | 15,7 | 35,3 | 35,0 | 68,6 | 2,7 | 0,8 | 0,5 | 0,2 | 6,0  |
| 2004-2005 | Toronto Raptors     | 62  | 1   | 14,8 | 42,6 | 43,8 | 76,3 | 2,6 | 0,8 | 0,5 | 0,3 | 6,0  |
| 2005-2006 | N.J. Nets           | 57  | 1   | 10,1 | 39,8 | 34,6 | 62,5 | 2,3 | 0,2 | 0,3 | 0,1 | 3,4  |
| Carriera  | Carriera            | 736 | 364 | 25,1 | 43,0 | 36,0 | 75,9 | 4,1 | 1,3 | 0,9 | 0,4 | 11,3 |

#### Playoffs
| Anno     | Squadra       | PG | PT | MP   | TC%  | 3P%  | TL%  | RP  | AP  | PRP | SP  | PP  |
| -------- | ------------- | -- | -- | ---- | ---- | ---- | ---- | --- | --- | --- | --- | --- |
| 1997     | L.A. Clippers | 3  | 0  | 21,7 | 30,0 | 25,0 | 100  | 3,7 | 1,0 | 0,7 | 1,0 | 7,0 |
| 2006     | N.J. Nets     | 11 | 0  | 17,9 | 38,9 | 35,3 | 81,8 | 3,5 | 0,2 | 0,3 | 0,0 | 5,7 |
| Carriera | Carriera      | 14 | 0  | 18,7 | 36,5 | 33,3 | 88,9 | 3,5 | 0,4 | 0,4 | 0,2 | 6,0 |

## Palmarès
- NCAA AP All-America Third Team (1994)